# Streptomyces roseosporus
Streptomyces roseosporus è una specie appartenente alla classe actinobatterio. Ha assunto particolare rilevanza in quanto è la fonte di un nuovo antibiotico lipopeptidico ciclico, la daptomicina (nome commerciale negli USA: Cubicin).